# Енбекши (Мактааральский район)
Енбекши (каз. Еңбекші) — село в Мактааральском районе Туркестанской области Казахстана. Входит в состав Мактааральского сельского округа. Код КАТО — 514477480.

## Население
В 1999 году население села составляло 161 человек (79 мужчин и 82 женщины). По данным переписи 2009 года, в селе проживало 86 человек (48 мужчин и 38 женщин).